# وراثيات العقم
يعاني نحو 10-15% من الأزواج البشر من العقم، ويكونون غير قادرين على الحمل. يرتبط السبب الأساسي بالذكور في نصف هذه الحالات تقريبًا. يمكن أن تُعزى العوامل الكامنة المسببة للعقم عند الذكور إلى السموم البيئية والاضطرابات الجهازية مثل أمراض الغدة النخامية وسرطانات الخصية ولاتنسج الخلايا الجنسية. تسهم العوامل الوراثية أيضًا، بما في ذلك اختلالات الصيغة الصبغية والطفرات أحادية الجين، في العقم عند الذكور. يظهر لدى المرضى الذين يعانون من فقد النطاف اللاانسدادي أو قلة النطاف عمليات حذف دقيقة في الذراع الطويلة للصبغي Y و/أو تشوهات الصبغيات بتردد 9.7% و13% على التوالي. تشير التقديرات إلى أن نسبة كبيرة من العقم عند الذكور البشر ناتجة عن طفرات في الجينات المشاركة في تكون الحيوانات المنوية الأولية أو الثانوية وجودة الحيوانات المنوية ووظيفتها. تركز معظم الأبحاث التي أُجريت في هذا المجال على عيوب الجين الواحد.
ترتبط طفرات NR5A1 بالعقم عند الذكور، ما يشير إلى احتمال أن تكون هذه الطفرات سبب العقم. ومن الممكن ألا يكون لهذه الطفرات تأثير كبير وأنها تسهم في العقم عند الذكور فقط من خلال الاجتماع مع عوامل مساهمة أخرى كالعوامل البيئية ومتغيرات الجينوم الأخرى. وبالعكس، يمكن أن يقلل وجود الأليلات الأخرى من التأثيرات الظاهرية لبروتينات NR5A1 الضعيفة ويخفف من التعبير عن الأنماط الظاهرية غير الطبيعية ويُحدث العقم عند الذكور فقط.

## أدوار NR5A1 في النمو الجنسي والاضطرابات ذات الصلة
تقع الفئة الفرعية 5 للمستقبلات النووية المجموعة A العضو 1 (NR5A1)، المعروف أيضًا باسم SF1 أو Ad4BP (رقم 184757 في قاعدة بيانات الوراثة المندلية البشرية عبر الإنترنت، على الذراع الطويلة للصبغي 9 (9q33.3). (NR5A1) مستقبل نووي يتيم حُدد أول مرة بعد البحث عن منظم مشترك لعائلة إنزيم السيتوكروم P450 ستيرويد هيدروكسيلاز. هذا المستقبل منظم نسخي ضروري لمجموعة من الجينات المشاركة في التكاثر، وتكون الستيرويد والتمايز الجنسي لدى الذكور، ويؤدي أيضًا دورًا حاسمًا في تكون الغدة الكظرية في كلا الجنسين. ينظم NR5A1 المادة المثبطة لمولر عن طريق الارتباط بعنصر تنظيمي معاكس الاتجاه محفوظ ويشارك مباشرةً في عملية تحديد جنس الثدييات من خلال تنكس قناة مولر. أدى الاضطراب المستهدِف لمستقبل NR5A1 (Ftzf1) في الفئران إلى عدم تكون الغدد التناسلية والغدة الكظرية وبقاء البنى المولرية وتشوهات في منطقة ما تحت المهاد وموجهة الغدد التناسلية في الغدة النخامية. تُظهر الحيوانات متغايرة الزيجوت نمطًا ظاهريًا أكثر اعتدالًا يشمل ضعف استجابة إجهاد الغدة الكظرية وانخفاض حجم الخصية. وُصفت طفرات NR5A1 عند البشر أول مرة لدى المرضى الحاملين للنمط 46 XY الذين يعانون من اضطرابات التطور الجنسي وبنى مولر والفشل الكظري الأولي (رقم 612965 في قاعدة بيانات الوراثة المندلية البشرية عبر الإنترنت). وُصفت بعد ذلك طفرات NR5A1 غير المتجانسة لدى سبعة مرضى يُظهرون النمط النووي 46 XY وأعضاء تناسلية مبهمة وخلل في تكون الغدد التناسلية، دون وجود قصور كظري. منذ ذلك الحين، أكدت الدراسات أن الطفرات في NR5A1 لدى المرضى الذين يحملون النمط النووي XY 46 تسبب نقصًا شديدًا في الأندروجين، دون وجود قصور كظري، ما يؤدي إلى اتخاذ إجراءات ديناميكية تعتمد على الجرعة لمستقبل NR5A1. كشفت الدراسات اللاحقة أن طفرات NR5A1 غير المتجانسة تسبب قصور المبيض الأولي (رقم 612964 في قاعدة بيانات الوراثة المندلية البشرية عبر الإنترنت).

## أدوار NR5A1 الجديدة في الخصوبة والعقم
تبين في الآونة الأخيرة ارتباط طفرات NR5A1 بالعقم لدى الذكور البشر (رقم 613957 في قاعدة بيانات الوراثة المندلية البشرية عبر الإنترنت). تزيد هذه النتائج كثيرًا من عدد طفرات NR5A1 المبلغ عنها في البشر وتظهر إمكانية العثور على طفرات في NR5A1 في المرضى الذين يعانون من مجموعة واسعة من سمات النمط الظاهري، والتي تتراوح من انعكاس الجنس 46 XY مع فشل كظري أولي إلى العقم عند الذكور. أجرى باشامبو وآخرون (2010) دراسة على الرجال المصابين بالعقم اللاانسدادي (أصل مختلط غير قوقازي، العدد = 315)، وأبلغ عن جميع الطفرات المغلطة في جين NR5A1 بتردد قدره 4%. كشفت الدراسات الوظيفية للطفرات المغلطة عن ضعف التنشيط النسخي للجينات المستهدفة المستجيبة للمستقبل NR5A1. في وقت لاحق، حُدد ارتباط ثلاث طفرات مغلطة بالعقم عند الذكور وأنها مسببة للعقم على الأرجح، وذلك وفقًا للتحليلات الحسابية. أشارت الدراسة إلى أن تكرار الطفرة أقل من 1% (أصل ألماني قوقازي، العدد = 488). حُلل تسلسل ترميز NR5A1 في دراسة أخرى في مجموعة مؤلفة من 90 رجلًا إيرانيًا مصابين بالعقم مجهول السبب مقابل 112 رجلًا خصبًا. عُثر على طفرات NR5A1 غير متجانسة في 2 من 90 من الحالات (2.2%). كان لدى هذين المريضين طفرات مغلطة داخل منطقة المفصلة (p.P97T) ومجال ربط الربيطة (p.E237K) لبروتين NR5A1.